# Плуготаренко, Сергей Александрович
Серге́й Алекса́ндрович Плуготаре́нко (род. 8 апреля 1976, Фрунзе) — российский политический и общественный деятель, инженер-математик, эксперт российской интернет-отрасли. Генеральный директор АНО «Цифровая Экономика», директор Российской ассоциации электронных коммуникаций (РАЭК) по 2022 год, член правления Регионального общественного центра интернет-технологий (РОЦИТ). Входит в состав Общественного совета и IT-совета при Минкомсвязи России. 
С 2019 года — член Центрального штаба Общероссийского народного фронта.

## Образование
Окончил факультеты физической и квантовой электроники (1993—1996 годы) и управления и прикладной математики (1996—1999 годы) Московского физико-технического института (МФТИ) с отличием. Специальность — «инженер-математик».

## Карьера
С 2002 года — ведущий специалист в области информационно-компьютерной техники в институте ЮНЕСКО по информационным технологиям в образовании. 
С 2004 по 2006 годы — исполнительный директор, а с 2007 года — директор конкурса «Премия Рунета».
С 2005 года по настоящее время — координатор программных комитетов ряда крупнейших отраслевых конференционных мероприятий, включая Российский интернет форум (РИФ), Russian Internet Week.
С 2005 по 2007 годы — заместитель исполнительного директора регионального общественного центра интернет-технологий. 
В 2007 году избран исполнительным директором РОЦИТ.
С 2005 года — идеолог создания Ассоциации электронных коммуникаций (в дальнейшем «РАЭК»), представляющей интересы российских интернет-игроков. 
С 2006 года — первый заместитель генерального директора НП «РАЭК».
С 2010 года — директор Ассоциации электронных коммуникаций (РАЭК).
В период 2011–2013 год — член Совета Координационного центра национального домена сети «Интернет». 
С 2010 года — директор Ассоциации электронных коммуникаций (РАЭК).
С 2020 года — член экспертного совета АНО «Центр реализации национальных проектов Российской Федерации».
С 2020 года Руководитель проектного офиса всероссийского ИТ-конкурса «Цифровой прорыв».
В мае 2021 года победил на предварительном голосовании «Единой России» по отбору кандидатов на выборы депутатов Государственной Думы VIII созыва. В праймериз набрал 83 969 голосов.
19 июня 2021 года выдвинут кандидатом в депутаты Государственной Думы VIII созыва (Региональная группа №51, Ставропольский край).
30 сентября 2022 года избран гендиректором АНО «Цифровая Экономика» и включен в комиссию по цифровому развитию РФ.

### Награды и достижения
Признан «Человеком года» по версии сетевого конкурса «РОТОР 2009».
В 2009, 2010, 2011 и 2012 годах входил в «Великолепную двадцатку Рунета» Союза интернет-деятелей «ЕЖЕ».
В 2015 году представил идею новой организации, регулирующей отношения интернет-отрасли и власти — Институт развития интернета, став ее идеологом и основателем.
В июне 2015 года получил благодарность Президента Российской Федерации — за заслуги в развитии системы профессиональной подготовки кадров России.
В 2016 году был награжден премией «Медиа-менеджер России» в номинации «За вклад в развитие отрасли».
В 2017 году стал лауреатом награды Virtuti Interneti — «За заслуги в сфере интернета».
Является идеологом ряда исследовательских и аналитических продуктов, среди которых исследование «Экономика Рунета», ежегодный отраслевой отчет «Рунет сегодня: события, цифры, факты») и т. д.
Участвует в качестве эксперта в работе профильных отраслевых и государственных комиссий, рабочих групп, общественных и экспертных советов при органах государственной власти — Государственная Дума, Совет Федерации, Минкомсвязь России, Роскомнадзор, Роспечать.

## Общественные инициативы
В 2021 году при разработке государственной программы по поддержке ИТ-отрасли предложил обратить внимание на сферу образования: ученикам 8–11 классов предоставить возможность прохождения дополнительного обучения языкам программирования, получение дополнительной квалификации по IТ-профилю на «цифровых кафедрах» для студентов вузов, а для компаний — компенсация расходов на обучение сотрудников ИТ-профессиям. К 2024 году Плуготаренко прогнозировал нехватку порядка миллиона ИТ-специалистов в России.
Выступал инициатором регулирования цифровых сервисов, в основе которых лежит алгоритм рекомендаций. Предложил встраивать механизм информирования о данной модели и возможность отключить рекомендательные алгоритмы.
Один из инициаторов проекта «Цифровая этика детства» в рамках программы «цифровой контур». Инициатива направлена на создание дружелюбного и безопасного контентного окружения для детей в интернете.